# Palacio de los Capitanes Generales (Mozambique)
El Palacio de los Capitanes Generales (en portugués: Palácio dos Capitães-Generais), o también Palacio de San Pablo (Palácio de São Paulo), es un palacio situado en la localidad de Isla de Mozambique, en la isla del mismo nombre, provincia de Nampula, Mozambique. Forma parte del conjunto monumental de la ciudad que está declarado Patrimonio de la Humanidad por la UNESCO desde 1991.

## Historia
Fue construido en 1610 como colegio de la Compañía de Jesús sobre una primitiva capilla que había sido erigida por los portugueses en 1507 junto a la Torre de San Gabriel y que había sido recientemente destruida por un ataque neerlandés en 1608. Resultó destruido por un incendio en 1670 y reconstruido cuatro años más tarde.
En el contexto de las reformas promovidas por el Marqués de Pombal en las que la Compañía de Jesús fue expulsada de Portugal y de sus dominios, el edificio fue adaptado en 1759 a la función de residencia del gobernador y capitán general de Mozambique, función que conservó hasta 1898 cuando la capital de la colonia fue trasladada a Lourenço Marques, la actual Maputo.
Desde ese momento, el palacio pasó a ser ocupado por el gobernador del Distrito de Mozambique hasta 1935, cuando la capital de ese distrito fue trasladada a Nampula. Permaneció desocupado hasta 1956 cuando pasó a ser residencia para el Presidente de la República de Portugal o de sus ministros cuando visitaban la colonia. En 1969 el edificio fue remodelado con ocasión de la inauguración del puente que unía Isla de Mozambique con el continente.

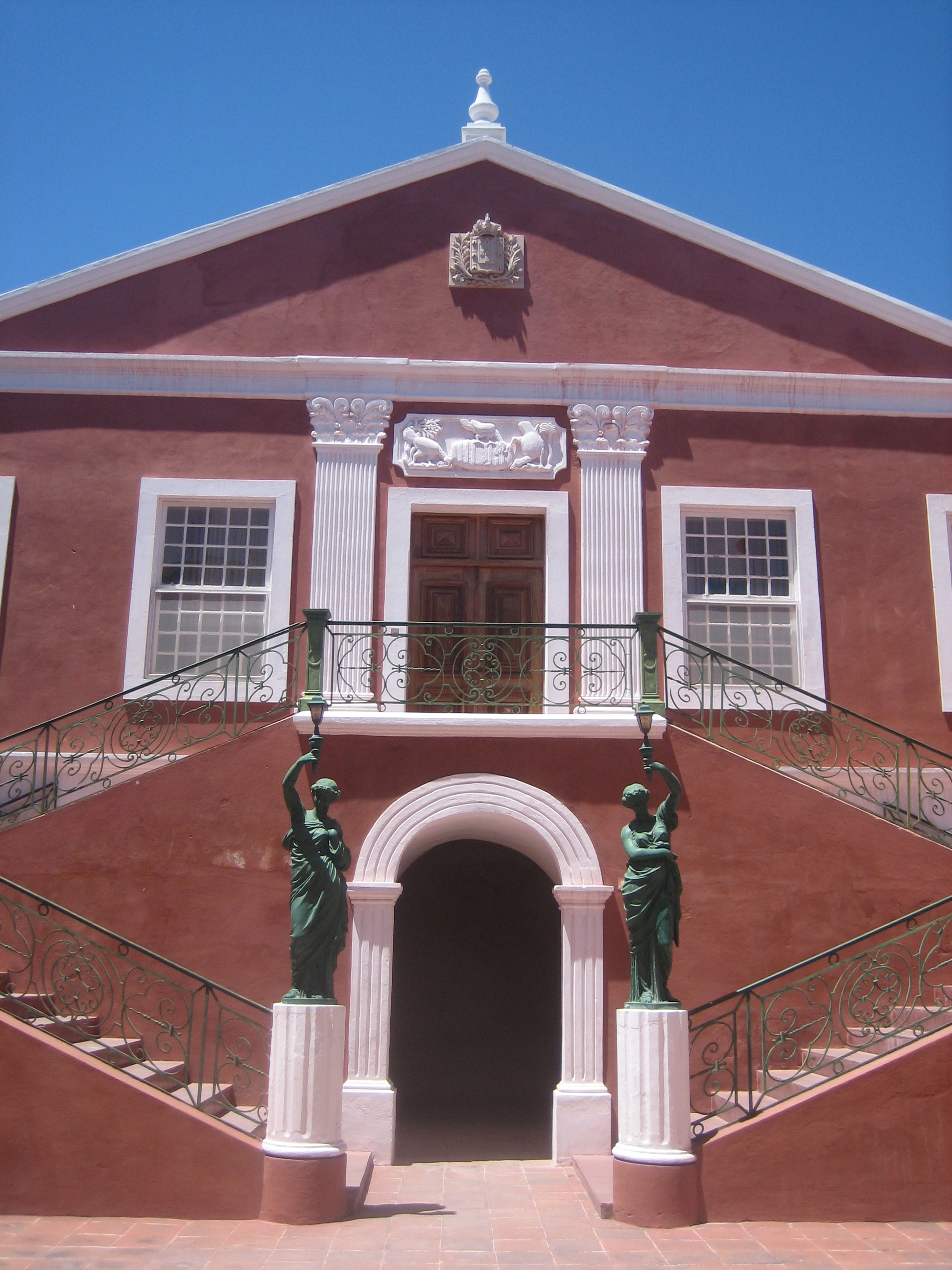
Patio interior del palacio.

En 1975 pasó una noche en el palacio Samora Machel, durante su histórico viaje de Rovuma a Maputo. Al ver que uno de sus guardaespaldas destruía un valioso sillón de madera, el futuro primer presidente del país independiente decretó que el palacio fuese transformado en museo para preservar su rico patrimonio.

## Descripción
El palacio alberga dos museos, en la planta baja se encuentra instalado el Museo de la Marina, mientras que en el superior está el Museo-Palacio de San Pablo que expone una colección de artes decorativas entre las que destaca una de las mayores colecciones del mundo de mobiliario indo-portugués.
Anexo al palacio se encuentra la Iglesia de San Pablo, de estilo barroco, que aunque de pequeñas dimensiones, destaca por su retablo de madera dorada y su púlpito en madera policromada, ambos procedentes de la India portuguesa del siglo XVII.
A su lado está la Iglesia de la Misericordia, que funciona como Museo de Arte Sacro.